# 阿什蒂萊烏鄉
47°02′N 22°23′E / 47.033°N 22.383°E
阿什蒂萊烏鄉（羅馬尼亞語：Comuna Aștileu, Bihor），是羅馬尼亞的鄉份，位於該國西北部，由比霍爾縣負責管轄，面積59平方公里，海拔高度252米，2007年人口3,814，人口密度每平方公里65人。